# Radoslav Nesterovič
Radoslav Nesterovič, chiamato anche Radoslav Makris dopo aver ottenuto il passaporto greco, detto Rašo (in serbo Радослав Нестеровић?; Lubiana, 30 maggio 1976), è un ex cestista sloveno con cittadinanza greca, di origini serbe. Alto 213 cm per 116 kg di peso, titolare della nazionale slovena. Giocava come centro.

## Carriera
Cresciuto nel Partizan di Belgrado, nel 1993 si trasferisce in Grecia a causa delle guerre jugoslave. Lì il PAOK di Salonicco gli offre un contratto mentre Nesterovič ottiene anche la nazionalità greca. Nel 1995 torna in Slovenia, dove viene ingaggiato dall'Olimpia Lubiana.
Nel 1997-98 è ingaggiato dalla Kinder Bologna con la quale vince Campionato ed Eurolega. Nel draft NBA 1998 viene invece scelto dai Minnesota Timberwolves, ma rimane anche per la stagione 1998-99 in Italia. Con la squadra di Ettore Messina Nesterovič vince tre trofei: nel 1998 la Virtus vince sia il campionato italiano che l'Eurolega, nel 1999 si accontenta della Coppa Italia.
Approda negli Stati Uniti nel 1999-2000. Rimane a Minnesota fino al 2002-2003, quando viene ceduto ai San Antonio Spurs. Con la franchigia texana vince un titolo NBA nel 2005. Nel 2006-2007 viene ceduto ai Toronto Raptors in cambio di Matt Bonner ed Eric Williams.
Nel 2008 viene ceduto agli Indiana Pacers.
Nel 2009 torna, da free agent, ai Toronto Raptors, ed alla fine della stagione torna in Europa, nel campionato greco, nelle file dell'Olympiacos.
Il 2 settembre 2011 annuncia il suo ritiro dal basket all'età di 35 anni.
È stato capitano della nazionale slovena.

## Statistiche

### NBA

#### Regular Season
| Anno       | Squadra            | PG  | PT  | MP   | TC%  | 3P%  | TL%  | RP  | AP  | PRP | SP  | PP   |
| ---------- | ------------------ | --- | --- | ---- | ---- | ---- | ---- | --- | --- | --- | --- | ---- |
| 1998-1999  | Minnesota T'wolves | 2   | 0   | 15,0 | 25,0 | -    | 100  | 4,0 | 0,5 | 0,0 | 0,0 | 4,0  |
| 1999-2000  | Minnesota T'wolves | 82  | 55  | 21,0 | 47,6 | 0,0  | 57,3 | 4,6 | 1,1 | 0,3 | 1,0 | 5,7  |
| 2000-2001  | Minnesota T'wolves | 73  | 39  | 16,9 | 46,1 | 0,0  | 52,3 | 3,9 | 0,6 | 0,3 | 0,9 | 4,5  |
| 2001-2002  | Minnesota T'wolves | 82  | 82  | 27,0 | 49,3 | 0,0  | 54,9 | 6,5 | 0,9 | 0,5 | 1,3 | 8,4  |
| 2002-2003  | Minnesota T'wolves | 77  | 77  | 30,4 | 52,5 | 0,0  | 64,2 | 6,5 | 1,5 | 0,5 | 1,5 | 11,2 |
| 2003-2004  | San Antonio Spurs  | 82  | 82  | 28,7 | 46,9 | -    | 47,4 | 7,7 | 1,4 | 0,6 | 2,0 | 8,7  |
| 2004-2005† | San Antonio Spurs  | 70  | 70  | 25,5 | 46,0 | -    | 46,7 | 6,6 | 1,0 | 0,4 | 1,7 | 5,9  |
| 2005-2006  | San Antonio Spurs  | 80  | 51  | 18,9 | 51,5 | 0,0  | 60,0 | 3,9 | 0,4 | 0,3 | 1,1 | 4,5  |
| 2006-2007  | Toronto Raptors    | 80  | 73  | 21,0 | 54,6 | 0,0  | 68,0 | 4,5 | 0,9 | 0,5 | 1,1 | 6,2  |
| 2007-2008  | Toronto Raptors    | 71  | 39  | 20,9 | 55,0 | 33,3 | 75,5 | 4,8 | 1,2 | 0,3 | 0,7 | 7,8  |
| 2008-2009  | Indiana Pacers     | 70  | 19  | 17,3 | 51,3 | 0,0  | 78,1 | 3,4 | 1,6 | 0,4 | 0,5 | 6,8  |
| 2009-2010  | Toronto Raptors    | 42  | 8   | 9,8  | 54,4 | -    | 20,0 | 2,1 | 0,6 | 0,2 | 0,4 | 3,9  |
| Carriera   | Carriera           | 811 | 595 | 22,2 | 50,2 | 7,7  | 58,5 | 5,1 | 1,0 | 0,4 | 1,2 | 6,8  |

#### Playoffs
| Anno     | Squadra            | PG | PT | MP   | TC%  | 3P%  | TL%  | RP  | AP  | PRP | SP  | PP   |
| -------- | ------------------ | -- | -- | ---- | ---- | ---- | ---- | --- | --- | --- | --- | ---- |
| 1999     | Minnesota T'wolves | 3  | 0  | 9,7  | 50,0 | -    | -    | 2,3 | 1,0 | 0,0 | 0,0 | 2,7  |
| 2000     | Minnesota T'wolves | 4  | 4  | 31,5 | 44,0 | -    | 50,0 | 3,3 | 1,5 | 0,8 | 1,8 | 6,3  |
| 2001     | Minnesota T'wolves | 4  | 2  | 12,3 | 38,5 | -    | -    | 3,0 | 0,8 | 0,3 | 0,8 | 2,5  |
| 2002     | Minnesota T'wolves | 3  | 3  | 30,7 | 48,4 | -    | 44,4 | 6,7 | 1,0 | 0,3 | 0,0 | 11,3 |
| 2003     | Minnesota T'wolves | 6  | 6  | 28,2 | 50,0 | -    | 66,7 | 5,0 | 0,7 | 0,2 | 0,7 | 7,0  |
| 2004     | San Antonio Spurs  | 10 | 10 | 26,1 | 43,3 | 0,0  | 16,7 | 5,5 | 1,0 | 0,3 | 1,1 | 5,9  |
| 2005†    | San Antonio Spurs  | 15 | 0  | 7,6  | 41,7 | -    | 0,0  | 1,7 | 0,1 | 0,1 | 0,3 | 0,7  |
| 2006     | San Antonio Spurs  | 9  | 1  | 12,7 | 57,9 | 100  | 100  | 3,3 | 0,1 | 0,2 | 0,6 | 2,8  |
| 2007     | Toronto Raptors    | 5  | 4  | 14,2 | 46,7 | -    | 100  | 4,6 | 0,6 | 0,0 | 0,4 | 3,4  |
| 2008     | Toronto Raptors    | 5  | 2  | 15,4 | 50,0 | -    | 50,0 | 2,6 | 0,6 | 0,2 | 0,4 | 4,6  |
| Carriera | Carriera           | 64 | 32 | 17,2 | 46,8 | 50,0 | 50,0 | 3,6 | 0,6 | 0,2 | 0,6 | 4,0  |

## Palmarès
- Campionato sloveno: 2

Union Olimpija Lubiana: 1995-96, 1996-97
- Campionato italiano: 1

Virtus Bologna: 1997-98
- Campionato NBA: 1

San Antonio Spurs: 2005
- Coppa di Slovenia: 2

Union Olimpija Lubiana: 1996, 1997
- Coppa Italia: 1

Virtus Bologna: 1999
- Coppa di Grecia: 1

Olympiacos Pireo: 2010-11
- Coppa dei Campioni: 1

Virtus Bologna: 1997-98